# NGC 6381
NGC 6381 é uma galáxia espiral (Sc) localizada na direcção da constelação de Draco. Possui uma declinação de +60° 00' 50" e uma ascensão recta de 17 horas, 27 minutos e 16,9 segundos.
A galáxia NGC 6381 foi descoberta em 7 de Julho de 1885 por Lewis A. Swift.